# Flow (banda japonesa)
FLOW (フロウ FUROU?) es un grupo japonés de J-Rock, procedente de Saitama, prefectura de Saitama, Japón, creada en 1998 bajo el sello de Sony Music Entertainment Japan Ki/oon Records. Hasta la fecha de hoy, la banda ha publicado 27 singles, 9 álbumes y 3 recopilaciones

## Biografía
FLOW es una banda de J-Rock formada por dos cantantes, un baterista, un bajista y un guitarrista. La base del grupo fue creada en 1993 cuando los hermanos Asakawa (Kōshi y Takeshi) comenzaron a tocar juntos. Fue así como varios años después formaron FLOW en 1998, donde luego se uniría Keigo Hayashi (vocalista), Yasutarō Gotō (bajista) e Hiroshi Iwasaki (baterista).
Los dos hermanos, Kohshi y Take comenzaron con las actividades musicales en 1993, cuando aún eran estudiantes.
El gran ídolo de Kohshi es hide (ex X-Japan). No mucho después comenzaron su propio grupo de covers de X-Japan, llamado WYBURN.
Un chico de su vecindario que era un gran fan de Yoshiki se unió como baterista. Kohshi ocupó la posición de Hide y Take ocupó la posición de Pata.
Con el fin de X-Japan, el grupo cambió de ser un grupo de covers de X-Japan a ser un grupo de covers de hide, y cambiaron su nombre a Pinking. Cerca de esa fecha escribieron canciones propias, y los hermanos lograron pasar de ser un grupo de versiones a ser un grupo independiente.
Lanzaron su primer demo-tape, y después de eso quisieron cambiar su estilo. Pensaron en crear un grupo con dos vocalista y leves influencias de hip-hop. Luego de algunas conversaciones crearon el grupo Flow en 1998 y Kohshi se convirtió en el segundo vocalista.
Encontraron algunos otros integrantes para el grupo, y Keigo tomó la posición del vocalista principal. Iwasaki se convirtió en el baterista y Got's se convirtió en el bajista. La formación nunca ha cambiado desde esa fecha.
El 15 de enero de 2003 lanzaron un nuevo single, "Okoru Kotoba". Salieron 270000 copias, y permaneció siete semanas en el primer lugar de los ranking oricon indies. Luego salieron más singles, y un best-of llamado "Splash", y en julio de 2003 tuvieron su primer lanzamiento como grupo major, el sencillo "Blaster". Luego de su siguiente lanzamiento, "Dream Express" comenzaron su primera gira en Japón en octubre y terminaron el 30 de noviembre.
El primer sencillo del álbum "Game", que también se convirtió en el cuarto opening para la popular serie Naruto. "Go!!", apareció en abril y alcanzó el 6º lugar en los rankings japoneses. Después del lanzamiento de "Game" el grupo tuvo otra gira en Japón, que se llamó Flow Summer Live Tour ~Touzananboku Natsu no jin~.
El 23 de octubre de 2001, la banda lanza de manera independiente su primer maxi-single llamado Flow #0. Posteriormente en el 2002, el grupo lanzó dos miniálbumes en el mismo año, Sunshine 60 (31 de agosto) y Like a Rolling Snow (27 de noviembre).
El 15 de enero de 2003, el grupo lanzó el sencillo Okuru Kotoba (贈る言葉) el cual se mantendría en la tabla de indie de Oricon durante siete semanas consecutivas, alcanzando el puesto número 6 en la lista de singles en general. El 21 de mayo de ese año, sacan su primer álbum de gran escala SPLASH!!!, obteniendo el puesto #2 del Álbum Chart de Oricon.
En julio de 2003, FLOW lanza el sencillo Blaster bajo la firma de Ki/oon Records. En abril de 2004, lanzaron el sencillo GO!!!, que se mantuvo en el puesto #6 del Single Chart Oricon. En mayo de 2004, FLOW publica GAME, su primer álbum bajo un sello discográfico con el cual lograron ubicarse en el puesto #4 del Álbum Chart de Oricon.
Luego de una serie de singles, en julio de 2005 la banda lanzó su tercer álbum, Golden Coast. Desde el lanzamiento de Golden Coast, la banda logró que varios de sus singles fuesen los temas de apertura de distintas series de anime, como por ejemplo Go!!! y Re:member en Naruto, Colors en Code Geass y Days en Eureka Seven, siendo este último el tema de apertura de los videojuegos de PlayStation 2 basados en la misma serie.
FLOW tocó por primera vez fuera del continente asiático el 2 de septiembre de 2006 en el Anime Fest que se celebró en Dallas, Estados Unidos. Durante ese mismo año la canción Answer fue el tema de apertura de la versión en imagen real del anime Tantei Gakuen Q.
Durante el 2008 estuvieron con la banda de hip hop japonesa HOME MADE Kazoku durante el Night Parade. En febrero de ese mismo año, lanzaron un nuevo single titulado Arigatō, seguido de Word of the voice (tema de apertura de Persona Trinity Soul) en junio. También publicaron World End (segundo tema de apertura de Code Geass R2).
En 2009 un nuevo single sería un tema de apertura de anime, Sign (sexto tema de apertura en Naruto Shippuden). Ese mismo año la banda lanzó un álbum recopilatorio el 4 de noviembre de 2009 llamado Coupling Collection. Además, su single Calling, fue el tema de cierre del anime Heroman.
FLOW regresa a Estados Unidos el 20 de mayo de 2011 para presentarse en el Anime Central, en Illinois, más tarde lo haría en el FanimeCon en San José, California el 28 de mayo de 2010 y en mayo de 2011.
FLOW en el año 2013 hizo la canción "Hero" y remasterizo la canción "Cha-La Head Cha-la" para la película "Dragon Ball Z: la batalla de los dioses", también lanzó el sencillo "Tokonatsu Endless" que fue utilizada como ending del programa Uchikuru!.

### Integrantes
| Keigo Hayashi | Kōshi Asakawa | Takeshi Asakawa "TAKE" | Hiroshi Iwasaki | Kotarō Gotō "GOT'S" |
| ------------- | ------------- | ---------------------- | --------------- | ------------------- |
|               |               |                        |                 |                     |
| Vocalista     | Vocalista     | Guitarrista            | Baterista       | Bajista             |

## Discografía

### Singles
| #  | Single                                                                                             | Chart Oricon | Notas |
| -- | -------------------------------------------------------------------------------------------------- | ------------ | --- |
| 1  | Blaster (ブラスター Burasutā?) - Lanzamiento: 21 de julio de 2003                                  | #12          | — |
| 2  | Dream Express (ドリームエクスプレス Dorīmu Ekusupuresu?) - Lanzamiento: 18 de septiembre de 2003   | #10          | — |
| 3  | Ryūsei/Sharirara (流星/シャリララ?) - Lanzamiento: 18 de febrero de 2004                           | #12          | — |
| 4  | GO!!! - Lanzamiento: 28 de abril de 2004                                                           | #6           | 4° opening de la serie de anime Naruto |
| 5  | Life is beautiful - Lanzamiento: 3 de noviembre de 2004                                            | #28          | — |
| 6  | Rookie/STAY GOLD - Lanzamiento: 27 de abril de 2005                                                | #32          | Formó parte de la banda sonora de la película Make It Big |
| 7  | DAYS - Lanzamiento: 1 de junio de 2005                                                             | #3           | 1° opening de la serie de anime Eureka Seven |
| 8  | Garden 〜Summer Edit〜 - Lanzamiento: 3 de agosto de 2005                                          | #50          | — |
| 9  | Re:member - Lanzamiento: 31 de mayo de 2006                                                        | #12          | 8° opening de la serie de anime Naruto |
| 10 | Around the world/KANDATA - Lanzamiento: 13 de septiembre de 2006                                   | #23          | — |
| 11 | COLORS - Lanzamiento: 8 de noviembre de 2006                                                       | #2           | 1° opening de la serie de anime Code Geass - Hangyaku no Lelouch |
| 12 | Answer - Lanzamiento: 1 de agosto de 2007                                                          | #7           | Formó parte de la banda sonora de la versión en imagen real de la serie de anime Tantei Gakuen Q |
| 13 | Fuyu no Amaoto/Night Parade (冬の雨音/Night Parade?) - Lanzamiento: 28 de noviembre de 2007        | #19          | Interpretado junto a la banda de hip hop japonesa HOME MADE Kazoku |
| 14 | Arigatō (ありがとう Arigatou?) - Lanzamiento: 20 de febrero de 2008                                | #25          | — |
| 15 | 7-Seven - Lanzamiento: 5 de octubre de 2014                                                        | #15          | 1° ending de la serie de anime Nanatsu no Taizai colaboración con Granrodeo |
| 16 | WORLD END - Lanzamiento: 13 de agosto de 2008                                                      | #4           | 2° opening de la serie de anime Code Geass - Hangyaku no Lelouch R2 |
| 17 | SNOW FLAKE (SNOW FLAKE 〜記憶の固執〜/PULSE?) - Lanzamiento: 10 de diciembre de 2008               | #24          | — |
| 18 | Sign - Lanzamiento: 13 de enero de 2010                                                            | #4           | 6° opening de la serie de anime Naruto: Shippūden |
| 19 | CALLING - Lanzamiento: 12 de mayo de 2010                                                          | #21          | 1° ending de la serie de anime Heroman |
| 20 | Tabidachi Graffiti (旅立ちグラフィティ Tabidachi Gurafiti?) - Lanzamiento: 24 de noviembre de 2010 | #32          | — |
| 21 | 1/3 no Jūnjō na Kanjō (1/3の純情な感情?) - Lanzamiento: 9 de marzo de 2011                         | #20          | Cover de la canción de Siam Shade, el cual fue el 6° ending de la serie de anime Rurouni Kenshin |
| 22 | Hey!!! (ヘイ Hey!!!?) - Lanzamiento: 31 de agosto de 2011                                          | #45          | 3° opening de la serie de Anime Beelzebub |
| 23 | ROCK CLIMBERS (ロッククライマーズ Rokkukuraimāzu?) - Lanzamiento: 22 de febrero de 2012            | #2           | ending del programa de TBS ‘Nounai Word Q Hikidasu‘. |
| 24 | BRAVELUE (ブレイブルー Bureiburū?) - Lanzamiento: 5 de septiembre de 2012                          | #7           | 2º opening de Eureka Seven: AO |
| 25 | Cha-La Head-Cha-La - Lanzamiento: 27 de abril de 2013                                              | #1           | Realizó la re-interpretación del opening para la película de anime Dragon Ball Z: la batalla de los dioses, siguiendo utilizándose en dicha franquicia hasta los videojuegos Dragon Ball Z: Battle of Z, Dragon Ball XENOVERSE. |
| 26 | Tokonatsu Endless - Lanzamiento: 4 de septiembre de 2013                                           | #35          | - |
| 27 | Ai Ai Ai ni Utarete Bye Bye Bye - Lanzamiento: 26 de febrero de 2014                               | #27          | 2° opening de la serie de anime Samurai Flamenco |
| 28 | Niji no Sora - Lanzamiento: 12 de agosto de 2015                                                   | #34          | 34° ending de la serie de anime Naruto: Shippūden |
| 29 | Steppin' Out - Lanzamiento: 20 de enero de 2016                                                    | #18          | 3° opening de la serie de anime Durarara!!x2 |
| 30 | Kaze no Uta / Burn - Lanzamiento: 24 de agosto de 2016                                             | #17          | 1° opening de la serie de anime Tales of Zestiria the X |
| 31 | INNOSENSE - Lanzamiento: 8 de febrero de 2017                                                      | #21          | 1° ending de la segunda temporada del anime Tales of Zestiria the X |
| 32 | Howling - Lanzamiento: 24 de enero de 2018                                                         |              | 1° opening de la segunda temporada del anime Nanatsu No Taizai colaboración con Granrodeo |

### Álbumes

#### Independientes
| N.º | Álbum                                                                            | Chart Oricon | Notas               |
| --- | -------------------------------------------------------------------------------- | ------------ | ------------------- |
| 1   | FLOW #0 - Lanzamiento: 23 de octubre de 2001                                     | —            | Álbum independiente |
| 2   | SUNSHINE 60 - Lanzamiento: 31 de agosto de 2002                                  | #202         | Álbum independiente |
| 3   | Like a Rolling Snow - Lanzamiento: 27 de noviembre de 2002                       | —            | Álbum independiente |
| 4   | SPLASH!!! (SPLASH!!!〜遥かなる自主制作BEST〜?) - Lanzamiento: 21 de mayo de 2003 | #2           | Álbum debut         |

#### Mayor
| N.º         | Álbum                                                                 | Chart Oricon |
| ----------- | --------------------------------------------------------------------- | ------------ |
| 1           | GAME - Lanzamiento: 26 de mayo de 2004                                | #4           |
| 2           | Golden Coast - Lanzamiento: 20 de julio de 2005                       | #9           |
| 3           | Isle (アイル Airu?) - Lanzamiento: 19 de marzo de 2008                | #7           |
| 4           | #5 (ナンバーファイブ Nanbā Faibu?) - Lanzamiento: 28 de enero de 2009 | #7           |
| 1 miniálbum | NUTS BANG!!! - Lanzamiento: 22 de julio de 2009                       | #23          |
| 5           | MICROCOSM - Lanzamiento: 16 de junio de 2010                          | #9           |
| 6           | BLACK & WHITE - Lanzamiento: 22 de febrero de 2012                    | #3           |
| 7           | FLOW THE MAX !!! - Lanzamiento: 27 de marzo de 2013                   | #21          |
| 8           | 26 a Go Go!!! - Lanzamiento: 26 de marzo de 2014                      | #36          |
| 9           | #10 - Lanzamiento: 3 de febrero de 2016                               | #26          |

#### Grandes éxitos
| N.º | Álbum | Chart Oricon |
| --- | --- | ------------ |
| 1   | FLOW THE BEST - Lanzamiento: 20 de diciembre de 2006                                                         | #4           |
| 2   | Coupling Collection (カップリングコレクション kappuringu korekushon?) - Lanzamiento: 20 de diciembre de 2009 | #25          |
| 3   | FLOW ANIME BEST - Lanzamiento: 13 de abril de 2011                                                           | #5           |
| 4   | FLOW ANIME BEST Kiwami - Lanzamiento: 25 de febrero de 2015                                                  | #35          |

### DVD
| N.º | Álbum | Chart Oricon |
| --- | --- | ------------ |
| 1   | The Play Off〜GAME1〜 - Lanzamiento: 1 de diciembre de 2004 | #74          |
| 2   | Countdown Live 2006-2007 "Kizuna Factory: Differ Toshiake (Countdown Live 2006-2007 『キズナファクトリー 〜ディファ年明け〜』?) - Lanzamiento: 21 de marzo de 2007 | #76          |
| 3   | FLOW THE VIDEO - Lanzamiento: 3 de septiembre de 2008 | #24          |
| 4   | FLOW Live Tour 2007-2008 'Isle' Final at Nippon Budokan (FLOW LIVE TOUR 2007-2008 「アイル」FINAL at日本武道館?) - Lanzamiento: 24 de diciembre de 2008            | #82          |